# Övre Vallsjön
Övre Vallsjön är en sjö i Halmstads kommun i Halland och ingår i Suseåns huvudavrinningsområde. Sjöns area är 0,019 kvadratkilometer och den befinner sig 120 meter över havet.